# Landing Helicopter Dock

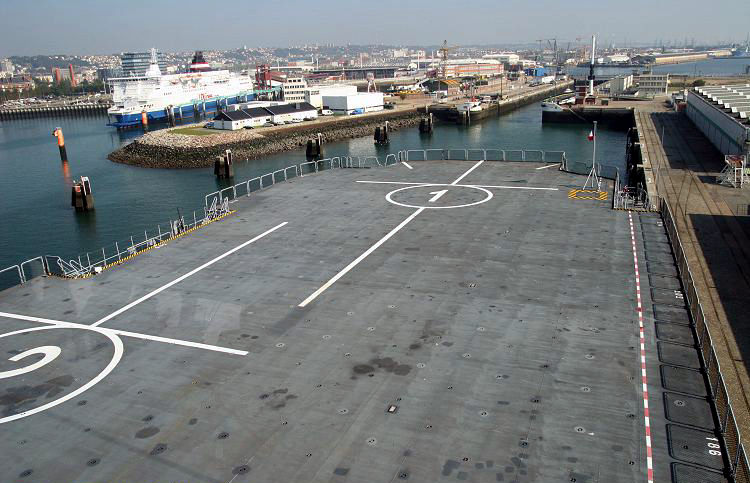
Coberta del vaixell Mistral (L 9013) de la Marina Nacional de França.

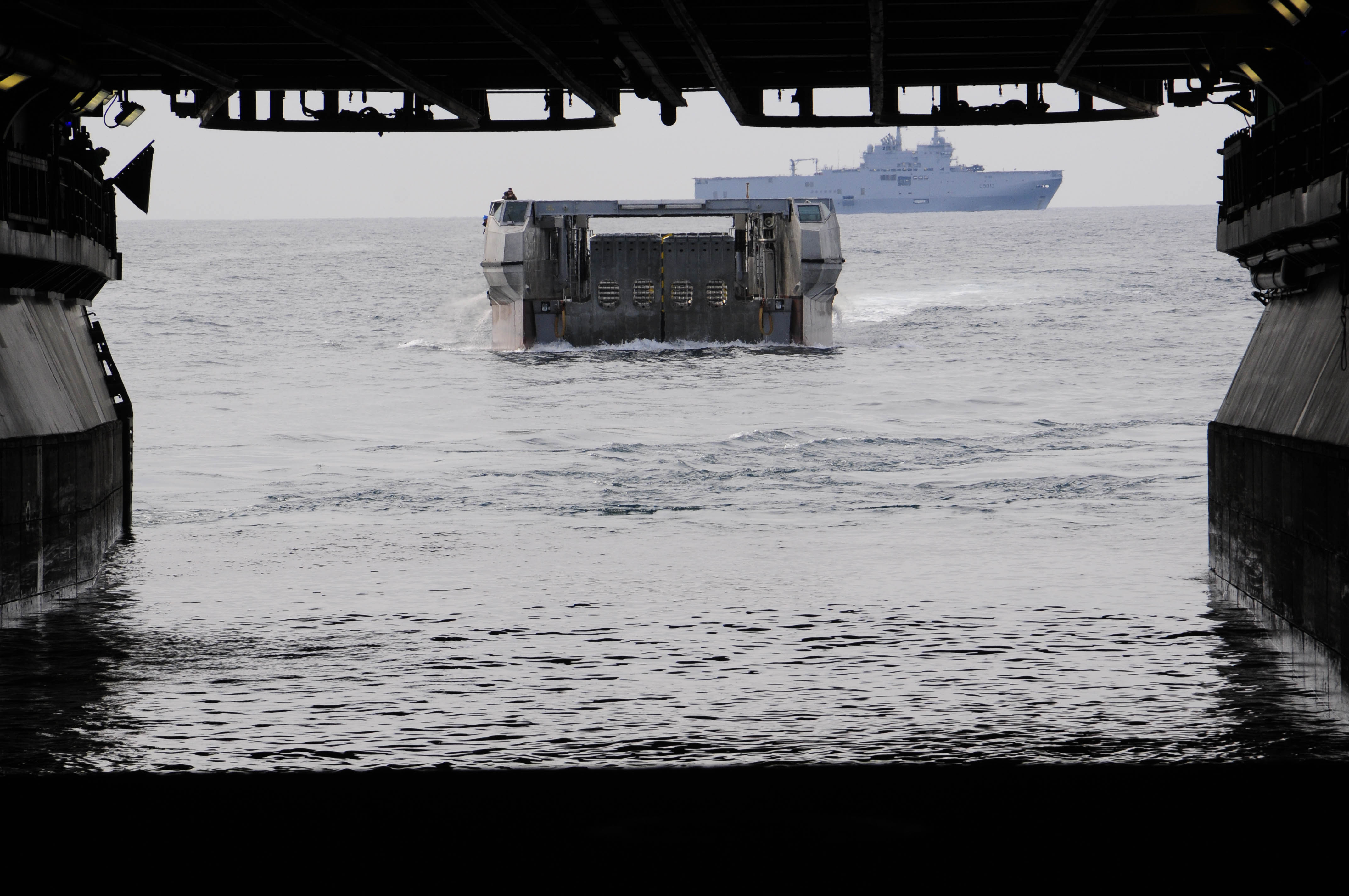
Una llanxa de desembarcament francesa, accedeix a l'USS Wasp (LHD-1), de l'Armada dels Estats Units, durant un exercici conjunt.

Un Landing Helicopter Dock (LHD) és un tipus de vaixell d'assalt amfibi que es caracteritza per tenir capacitat aèria, com a porta-aeronaus i amfibi en poder transportar i posar a flotació llanxes de desembarcament des de la coberta inundable. Presentats com un vaixell de coberta continua, per a l'aterratge d'helicòpters i avions STOVL.
Poden realitzar diferents operacions en el mar, i ser classificats com a nau comando de la flota naval, suport per a forces de desembarcament, operacions per atacar objectius en terra des del mar, sense necessitat d'una base en terra, utilitzant avions i helicòpters. Maniobres litorals (LitM): Operacions amfíbies des del vaixell per a desembarcaments de tropes. Comando i Control: Pot dur a terme tasques de control d'operacions des del seu pont de comandament.